# Det kgl. danske Haveselskabs have
Det kgl. Danske Haveselskabs have eller blot Haveselskabets Have er en inspirationshave på 14.000 kvm på Frederiksberg Runddel. Haven blev etableret i 1882 af Det kgl. danske Haveselskab (siden 2008 en del af Haveselskabet). Haven blev 1. juli 2025 overdraget til Slots- og Kulturstyrelsen. 
Haven indeholder flere unikke afdelinger, der over årene er blevet anlagt af forskellige danske havearkitekter. Blandt disse er Vandhaven, Græshaven, Rosenhaven og Staudehaven..
Haven er åben dagligt året rundt fra solopgang til solnedgang.

## Bygninger i Haveselskabets Have

### Brøndsalen
Brøndsalen blev tegnet af arkitekt P.C. Bønecke (1841-1914) og opført i 1885. Bygningen erstattede den tidligere Brøndsal fra 1873 ved Frederiksberg Allé med indgang fra Dr. Priemes Vej, hvor borgerskabet to dage om ugen akkompagneret af et orkester kunne indtage "alle Slags Vandcure, da enhver Art konstig Mineralvand findes rede til Udskjenken paa Stedet", ifølge Illustreret Tidende fra den 15. juni 1873. I 1886 flyttede kurstedet til den ny brøndsal i Haveselskabets Have, hvor brøndkuren foregik tidligt om morgenen og blev efterfulgt af en promenade i haven. Herefter stod bygningen til Haveselskabets disposition. Vandkurene ophørte i 1905. Bygningen er fredet og anvendes i dag til udstillinger, receptioner og fester.

### Orangeriet og restaurant
I den fredede bygning ud til Frederiksberg Runddel, Laurierhuset fra 1663, ligger Haveselskabets restaurant, der for tiden drives af Jakob Mielcke og Thomas Korby under navnet Mielcke & Hurtigkarl. I forbindelse med restauranten ligger Orangeriet. Laurierhuset, tegnet af arkitekt og fæstningsingeniør baron Rüsensteen (1624-1679), var oprindelig en af længerne til herregården, Prinsens Gård, som var forløberen for Frederiksberg Slot.

## Fotogalleri
- En fontæne i Haveselskabets Have (2007).
- Laurierhuset fra 1663 med restaurant til vestre og beboelse til højre.
- Orangeriet-Laurierhuset cirka 1920, foto af Holger Damgaard.
- Laurierhuset fra 1663, beboelsesafsnittet set mod Frederiksberg Runddel og havens indgang (2018).
- Paradehuset set fra Pile Allé.
- Bistader i haven (2018).
- Havens biavler viser en tavle til en journalist (2018).
- Haven er kendt for sine løsgående påfugle.